# William J. Powell
Pour les articles homonymes, voir Powell.
William Jenifer Powell (1897-1942) est un aviateur américain. Tout comme Bessie Coleman et James Banning, il contribua à promouvoir l'aviation dans la communauté afro-américaine et lutta contre la ségrégation raciale en vigueur aux États-Unis à cette époque.

## Biographie
William J. Powell naît en juillet 1899 à Henderson dans le Kentucky. Alors qu'il n'a que quatre ans, son père meurt et sa mère l'emmène alors à Chicago avec sa jeune sœur Edna.
Lorsque les États-Unis entrent dans la Première Guerre mondiale en 1917, il s'engage comme volontaire dans le 370e régiment d'infanterie puis part combattre dans le nord de la France où il est victime d'une attaque au gaz. Après une longue période de rétablissement, il reprend ses études d'ingénierie électrique à l'université de l'Illinois de Champaign.
En août 1927, au cours d'un voyage à Paris, il visite le terrain d'aviation du Bourget où il vit sa première expérience de vol. De retour aux États-Unis, il cherche à prendre des cours d'aviation mais beaucoup d'écoles refusent de prendre les Afro-Américains. Finalement, la Warren School de Los Angeles accepte de lui donner des cours de pilotage. Son objectif n'est pas seulement d'apprendre à piloter pour lui-même ; il souhaite à terme développer une école pour des hommes et des femmes afro-américains intéressés par l'aviation. En 1929, il fonde les Bessie Coleman Aero Clubs, en l'honneur de Bessie Coleman, première femme afro-américaine à obtenir une licence de pilote.